# ミュリエル・アウレ
ミュリエル・アウレ（Murielle Ahouré、1987年8月23日 ‐ ）は、コートジボワールの陸上競技選手である。
2013年8月の世界陸上モスクワ大会100m決勝で10秒93で2位となり、アフリカ勢として史上初めてオリンピック・世界選手権の短距離個人種目でメダルを獲得した。同大会200m決勝で22秒32で2位となり、同大会2個目の銀メダルを獲得した。ナイジェリアのブレッシング・オカグバレと同タイムだったが写真判定で2位に入った。
2016年リオデジャネイロオリンピックには100mの2016年ランキング第3位で臨み、注目選手の1人とされたが、準決勝で敗退した。